# LGBT à la télévision au Japon
Les lesbiennes, gays, bisexuels et transgenres (LGBT) sont présents et représentés à la télévision au Japon dans les séries télévisées, les téléfilms, les émissions et les documentaires. 

## Émissions télévisées
- The Boyfriend (2024, Netflix)

## Séries télévisées
- Dragon Ball (ドラゴンボール), Fuji TV, 1986 : le Général Blue
- Hana no Asuka-gumi! (花のあすか組), Fuji TV, 1988
- Sono toki Heartwa Nusumareta (その時ハ-トは盜まれた), Fuji TV, 1992 : bisexualité
- Asunaro Hakusho (en) (あすなろ白書), Fuji TV, 1993
- Vandread, série d'animation de Takeshi Mori, 2000
- Antique Bakery (西洋 骨董 洋菓子店), Fuji TV, 2001 : Yusuke Ono
- Hanazakari no Kimitachi e (花ざかりの君たちへ), Fuji TV, 2007 : travestissement
- Candy Boy, 2007 : lesbien (yuri)
- Mendol: Ikemen idol (メン☆ドル 〜イケメンアイドル), TV Tokyo, 2008
- Sasameki Koto ou ささめきこと, 2009 : lesbien (yuri)
- Fleurs bleues, 2009 : lesbien (yuri)
- Maria Holic, 2009 : lesbien (yuri) et travestissement
- Kuttsukiboshi (くっつきぼし), 2010 : lesbien (yuri)
- Yuri Seijin Naoko-san, 2010 : lesbien (yuri)
- Sakura Trick, 2014 : lesbien (yuri)
- Inugami-san to Nekoyama-san (Inugami-san to Nekoyama-san, 犬神さんと猫山さん), 2014 : lesbien (yuri)
- Transit Girls (トランジットガールズ), Fuji TV, 2015
- Fake Marriage (偽装の夫婦), Nippon Television, 2015
- Yuri Kuma Arashi, 2015 : lesbien (yuri)
- Doukyuusei, 2016 : gay (yaoi)
- Just Because !, 2017 : lesbien (mais l'anime est de type romance pas yuri)
- Kimi no Hikari : Asagao to kase-san (キミノヒカリ ～あさがおと加瀬さん。～), 2017: lesbien (yuri)
- Netsuzou Trap -NTR (捏造トラップ―NTR―), 2017 : lesbien (yuri)
- Hitorijime My Hero (ひとりじめマイヒーロー), 2017 : gay (yaoi)
- Citrus (シトラス, Shitorasu?), 2018 : lesbien (yuri)
- Bloom Into You (やがて君になる, Yagate kimi ni naru?), 2018 : lesbien (yuri)
- Saga Pornographer (ポルノグラファー), 2018 à 2021 : gay (yaoi)
- Given (ギヴン, Givun?), 2019 : gay (yaoi)
- Old Fashion Cupcake (オールドファッションカップケーキ), 2022 : gay (yaoi)
- Candy Color Paradox (飴色パラドックス, Ameiro Paradokkusu?), 2022-2023 : gay (yaoi)
- The End of the World with You (僕らのミクロな終末), 2023 : gay (yaoi) ; travestissement
- Happy of the End (ハッピー・オブ・ジ・エンド, Happī Obu Ji Endo?), 2024 : gay (yaoi)
- Love is Better the Second Time Around (恋をするなら二度目が上等, Koi wo Suru nara Nidome ga Jōtō?), 2024 : gay (yaoi)